# Прокопович Йосиф
Йосиф Прокопович (нім. Josef Prokopowicz) *18 лютого 1818 — †??? — австрійський політик українсько—польського походження, буковинський урядник, посол Рейхсрату та Буковинського сейму.

## Біографія
У 1840 році закінчив навчання на юридичному факультеті Львівського університету.
Протягом року працював у кримінальному суді Львова. Після цього три роки стажувався у Галицькій прокуратурі. Згодом певний час працював у магістраті Тернополя.
У 1855 році був призначений Кимполунгським повітовим старостою. Пізніше очолював Кіцманський повіт Герцогства Буковина.
У 1861 та 1867 роках від Кіцманського повіту (курія «сільські громади») обирався послом Буковинського сейму, який 28 лютого 1867 делегував його послом Палати представників (ІІ-го скликання) Імперської Ради.